# Dom Szymkowica w Tarnowskich Górach
Dom Szymkowica w Tarnowskich Górach – XVI-wieczny budynek, który istniał do 1908 roku i znajdował się na działce pod numerem 14 przy Rynku w Tarnowskich Górach. Przez prawie 300 lat (do 1898 roku) był siedzibą władz miasta.

## Historia

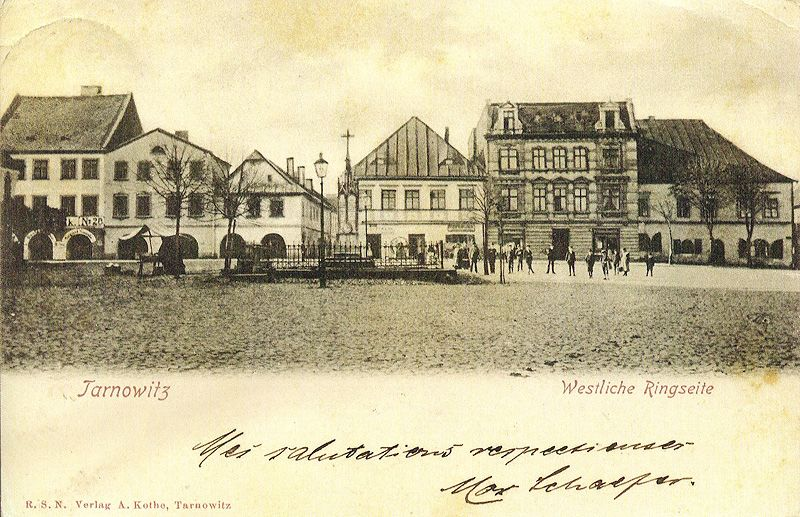
Zachodnia pierzeja tarnogórskiego rynku w 1902 roku. Budynek pod numerem 14 pierwszy z prawej

Dokładna data wybudowania budynku nie jest znana. Wiadomo, że w XVI wieku jego właścicielem był burmistrz Tarnowskich Gór, Stanislaus Szymkowicz (inne formy zapisu: Stanisław Schimkowitz, Stanisław Szymkowic), od którego nazwiska pochodzi utrwalona w lokalnej historiografii nazwa obiektu. Po śmierci Stanisława w 1597 roku budynek stał się własnością jego syna, Johannesa Schimkowitza, który 21 kwietnia 1608 roku sprzedał budynek za kwotę 1000 florenów tarnogórskiemu magistratowi . Wkrótce dom stał się siedzibą władz miasta, a w otwarciu nowego ratusza udział wziął Jan Jerzy Hohenzollern, pan Tarnowskich Gór.
W 1701 roku budynek spłonął w wielkim pożarze miasta, a w 1706 roku został odbudowany za kwotę 600 florenów. Rok później 166 florenów wydano na wyposażenie jego górnego piętra. Kolejne pożary trawiły kamienicę w 1742 i 1746 roku. Wartość obiektu wykazywana w katastrach z lat 1746–1840 wynosiła 500 talarów.
Na najstarszym zachowanym planie miasta pochodzącym z 1797 roku za Domem Szymkowica widoczny jest niewielki skład soli (Saltz Niederlage), zlikwidowany w pierwszych latach XIX wieku. Około 1823 roku przeprowadzono generalny remont budynku. Po oddaniu do użytku 11 sierpnia 1898 roku nowego ratusza, Dom Szymkowica przestał pełnić swoje funkcje .
W 1908 roku działkę wraz z dawnym ratuszem zakupiło Towarzystwa Zaliczkowe w Tarnowskich Górach (niem. Vorschuss-Verein zu Tarnowitz), wielowiekowy budynek został zburzony, a na jego miejscu wzniesiono nową, historyzującą kamienicę.

## Architektura
Dom Szymkowica był trzy- lub dwukondygnacyjną budowlą z dziesięcioma pomieszczeniami, własną studnią i stajnią . Według katastru z 1843 roku dom miał wymiary 50 × 50 stóp (ok. 15,7 × 15,7 m), był dwukondygnacyjny, wzniesiony z cegły, jego dach kryty był gontem, a przylegał do niego niewielki budynek o wymiarach 45 × 35 stóp (ok. 14,1 × 9,4 m), prawdopodobnie dawny browar. Kataster z 1888 roku podaje dla Domu Szymkowica wymiary 15,8 × 15,6 m oraz wysokość 8 m do gzymsu, dach budowli kryty zaś był papą. Boczny, składający się z trzech pomieszczeń, budynek miał 14 m długości, 9,8 m szerokości i 6,3 m wysokości, natomiast dobudowane w 1887 roku pomieszczenie gospodarcze miało 9,6 m długości, 1,7 m szerokości i 2,6 m wysokości.